# Variable Cylinder Management

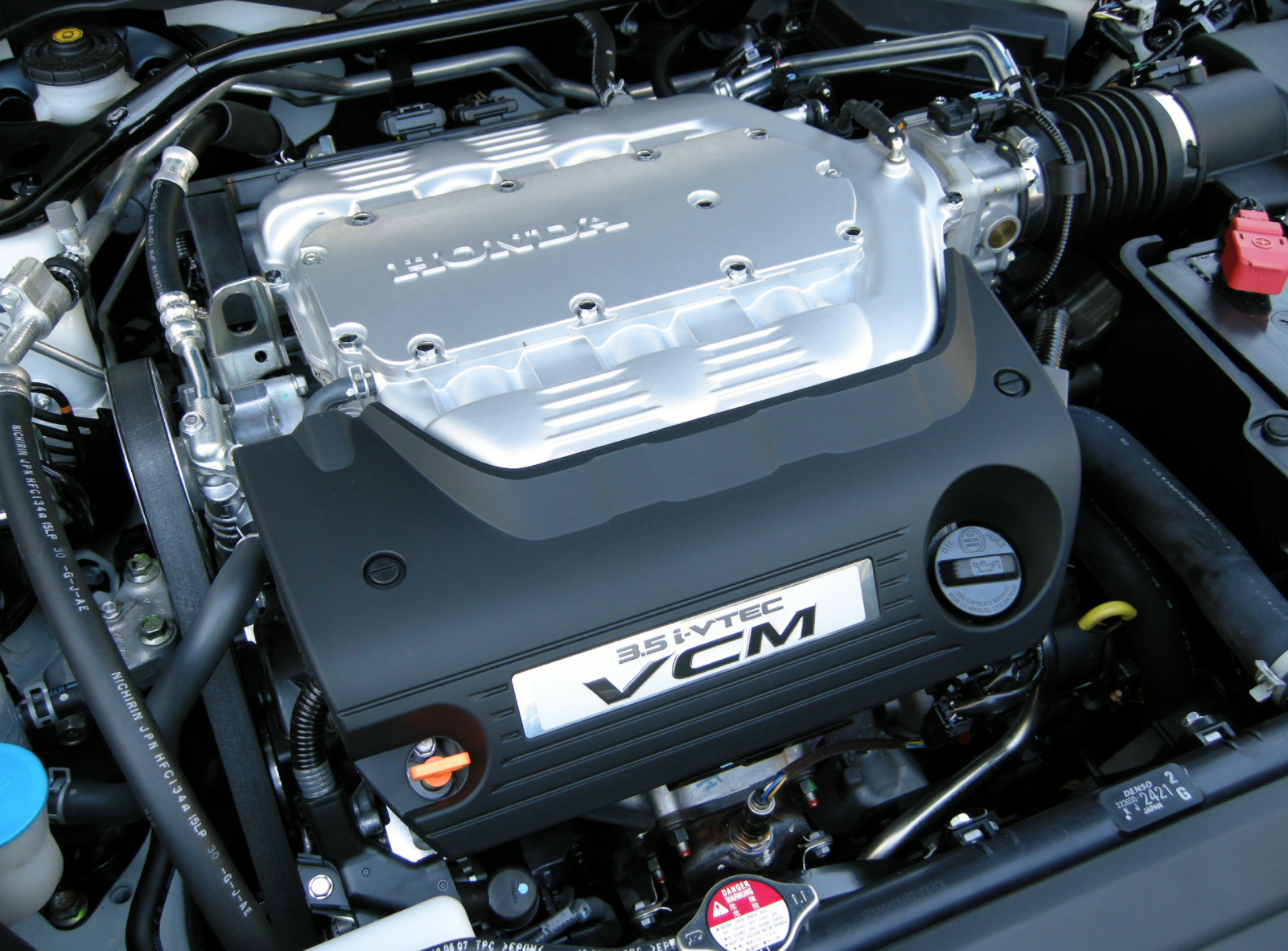
Двигатель Honda J35A VCM

Variable Cylinder Management (VCM) — технология переменного рабочего объёма японской компании Honda, которая экономит топливо за счёт отключения заднего ряда трёх цилиндров в определённых условиях вождения, например, при движении по шоссе. Впервые технология появилась в 2005 году на минивэне Honda Odyssey. Вторая версия VCM (VCM-2) позволяет двигателям перейти от 6 цилиндров к 4 или 3 во время крейсерского движения и замедления. Эта версия имела индикатор «ECO» на приборной панели. Самая последняя версия VCM (VCM-3) вновь позволяет двигателям работать на 3 и 6 цилиндрах.
В отличие от OHV, в системе VCM применяется клапанный механизм OHC. Соленоид разблокирует толкатели на одном ряду от соответствующих коромысел, поэтому толкатель кулачка свободно парит, в то время как пружины клапанов удерживают клапаны закрытыми. Система работает за счёт управления потоком гидравлического моторного масла к блокирующим механизмам в толкателях кулачков. Сервопривод Drive-by-Wire позволяет компьютеру управления двигателем сглаживать подачу мощности, что делает систему практически незаметной на некоторых автомобилях. Когда система VCM отключает цилиндры, на приборной панели загорается индикатор «ECO», активное шумоподавление (ANC) подаёт звук противоположной фазы через аудиодинамики для снижения шума в салоне, а системы активного управления опорой двигателя (ACM) снижают вибрацию.

## Модельный ряд
- 2003 Honda Inspire
- 2004+ Honda Elysion V6
- 2005—2007 Honda Accord Hybrid (JNA1)[11]
- 2005—2010 Honda Odyssey (USDM) — только модели EX-L и Touring (J35A7). В 2005—2007 годах автомобили оснащались системой VCM-1 (3- и 6-цилиндровый режимы), а в 2008—2010 годах автомобили оснащались системой VCM-2 (3-, 4- и 6-цилиндровый режимы).
- 2011+ Honda Odyssey (USDM). В 2011—2017 годах автомобили оснащались системой VCM-2 (3-, 4- и 6-цилиндровый режимы), а с 2018 года автомобили оснащаются системой VCM-3 (3- и 6-цилиндровый режимы).
- 2006—2008 Honda Pilot (только с компоновкой 2WD) (J35Z1) — VCM-1 (3- и 6-цилиндровый режимы)
- 2008—2017 Honda Accord V6 (за исключением EX-L V6 6MT Coupe). В 2008—2012 годах автомобили оснащались системой VCM-2 (3-, 4- и 6-цилиндровый режимы), а в 2013—2017 годах автомобили оснащались системой VCM-3 (3- и 6-цилиндровый режимы).
- 2009+ Honda Pilot (все модели). В 2009—2015 годах автомобили оснащались системой VCM-2 (3-, 4- и 6-цилиндровый режимы), а с 2016 года автомобили оснащаются системой VCM-3 (3- и 6-цилиндровый режимы).
- 2010—2014 Acura TSX (V6)
- 2013 Acura RDX V6
- 2013 Acura RLX — VCM-3 (3- и 6-цилиндровый режимы)
- 2014 Acura MDX — VCM-3 (3- и 6-цилиндровый режимы)
- 2015 Acura RLX Sport Hybrid — VCM-3 (3- и 6-цилиндровый режимы)
- 2016—2020 Acura TLX V6
- 2017 Honda Ridgeline